# 紀元前163年
紀元前163年（きげんぜん163ねん）は、ローマ暦の年である。

## 他の紀年法
- 干支 : 戊寅
- 日本
  - 孝元天皇52年
  - 皇紀498年
- 中国
  - 前漢 : 文帝後元元年
- 朝鮮
  - 檀紀2171年
- 仏滅紀元 : 382年
- ユダヤ暦 : 3598年 - 3599年

## できごと

### エジプト
- エジプト王プトレマイオス6世は、アレクサンドリア市民の介入により王位を奪還した。しかし、ローマ帝国が介入し、プトレマイオス8世にキレナイカ、プトレマイオス6世にキプロスとエジプトを分割して統治させることを決定した。2人の兄弟はローマ帝国による分割案を受け入れた。

### セレウコス朝
- アンティオコス4世の死後の混乱に乗じ、幼いアンティオコス5世の摂政を務めるリュシアスに反抗したティオマコスはメディアの独立君主となった。
- リュシアスはユダヤのユダヤ教徒と和平を結ぶことを画策した。彼はユダヤ教徒に対して軍備を放棄することと引き替えに、完全な宗教の自由を申し出たが、ユダ・マカバイは宗教的な自由の他に完全な政治を要求した。

### ローマ帝国
- ローマの劇作家プビリウス・テレンティウス・アフェルの戯曲『自虐者（Heauton Timorumenos）』が初演された。

## 誕生
- ティベリウス・グラックス:ローマの政治家（紀元前132年没）
- マルクス・アエミリウス・スカウルス:ローマの政治家、外交官（紀元前89年没）

## 死去
- 張皇后:前漢の恵帝の皇后